# Julius Meldal
Julius Sophus Meldal, född den 19 juli 1827, död den 9 mars 1901, var en dansk amiral.
Meldal blev officer 1846, kommendör 1874, konteramiral 1885 och året efter viceamiral samt chef för Søofficerskorpset. Under det första slesvigska kriget gjorde han 1849 tjänst på fregatten Bellona, som blockerade Elbe, 1850 på hjulångaren Ægir. Åren 1851–1854 var Meldal i fransk tjänst, han hemkallades vid utbrottet av Krimkriget; sina hågkomster från denna period utgav han i en bok (1883). Under andra slesvigska kriget var han andreman på korvetten Dagmar, 1867–1868 andreman på Søkadetakademiet. Åren 1874–1881 var han adjutant hos Kristian IX, därefter jaktkapten, men under denna period var han med jämna mellanrum utkommenderad som skeppschef. Som amiral var Meldal ofta chef för de årligen utrustade övningseskadrarna.